# لیگ برتر فوتبال قزاقستان
 لیگ برتر فوتبال قزاقستان (به قزاقی: Қазақстан Премьер Лигасы) معتبرترین لیگ فوتبال در کشور قزاقستان است که از سال ۱۹۹۲ تاکنون برگزار می‌شود. این لیگ از ۱۲ تیم که از سراسر کشور قزاقستان در آن شرکت می کنند و باشگاه آستانه با ۷ قهرمانی پرافتخارترین تیم این سری مسابقات به حساب می‌آید.

## پرافتخارترین باشگاه‌ها
| باشگاه          | قهرمانی |
| --------------- | ------- |
| آستانه          | ۶       |
| ایرتیش پاولودار | ۵       |
| آق‌تپه           | ۵       |
| آستانه-۶۴       | ۳       |
| اسپارتاک سمی    | ۳       |
| کایرات          | ۲       |
| توبول           | ۱       |
| تاراز           | ۱       |